# (44479) Oláheszter
(44479) Oláheszter – planetoida z pasa głównego asteroid okrążająca Słońce w ciągu 4 lat i 329 dni w średniej odległości 2,89 j.a. Została odkryta 24 listopada 1998 roku w Obserwatorium Piszkéstető przez László Kissa i Krisztiána Sárneczky’ego. Nazwa planetoidy pochodzi od Eszter Kiss, z domu Oláh (1945–2004), matki jednego z odkrywców. Przed jej nadaniem planetoida nosiła oznaczenie tymczasowe (44479) 1998 WS8.